# 34가 (맨해튼)

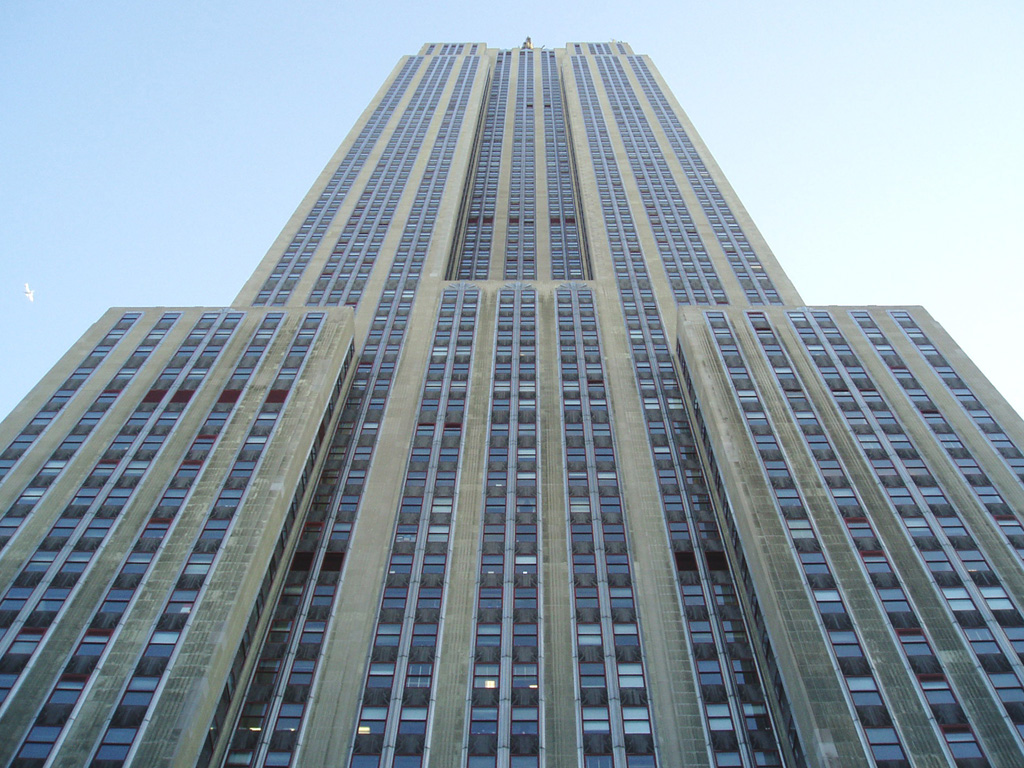
엠파이어 스테이트 빌딩

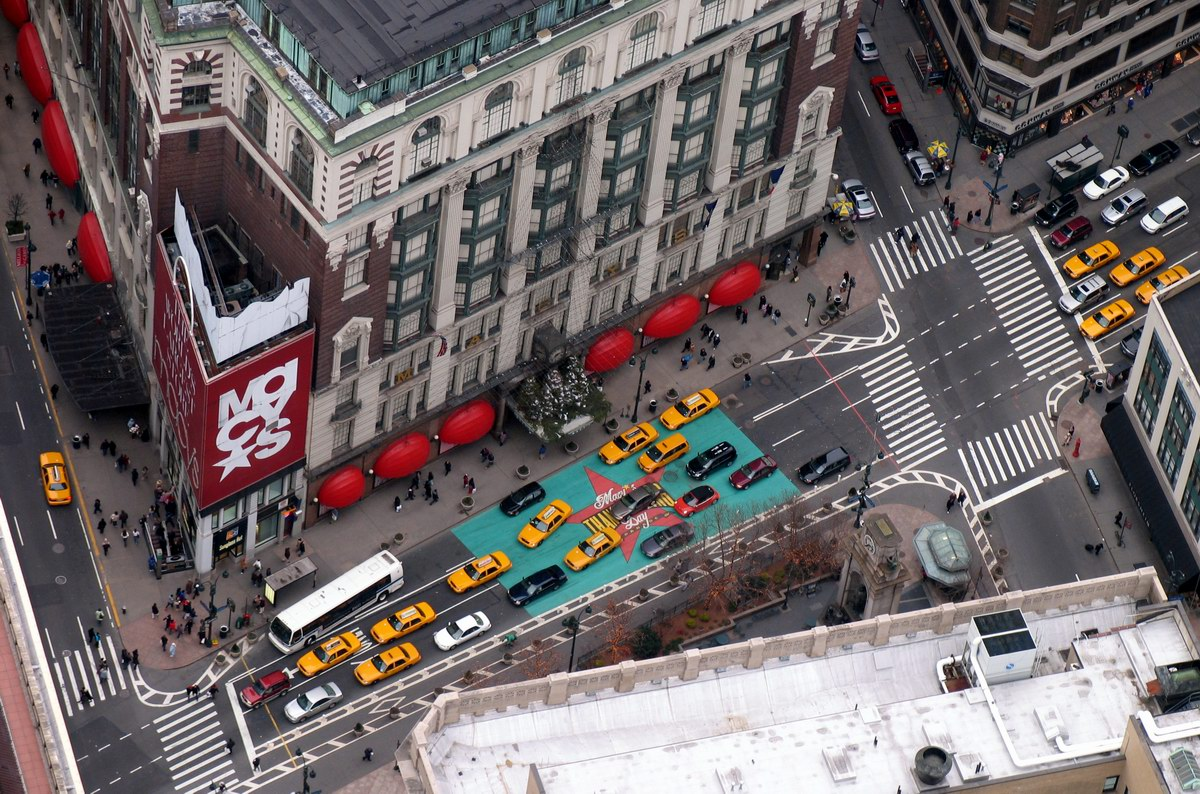
메이시스 브로드웨이 쪽

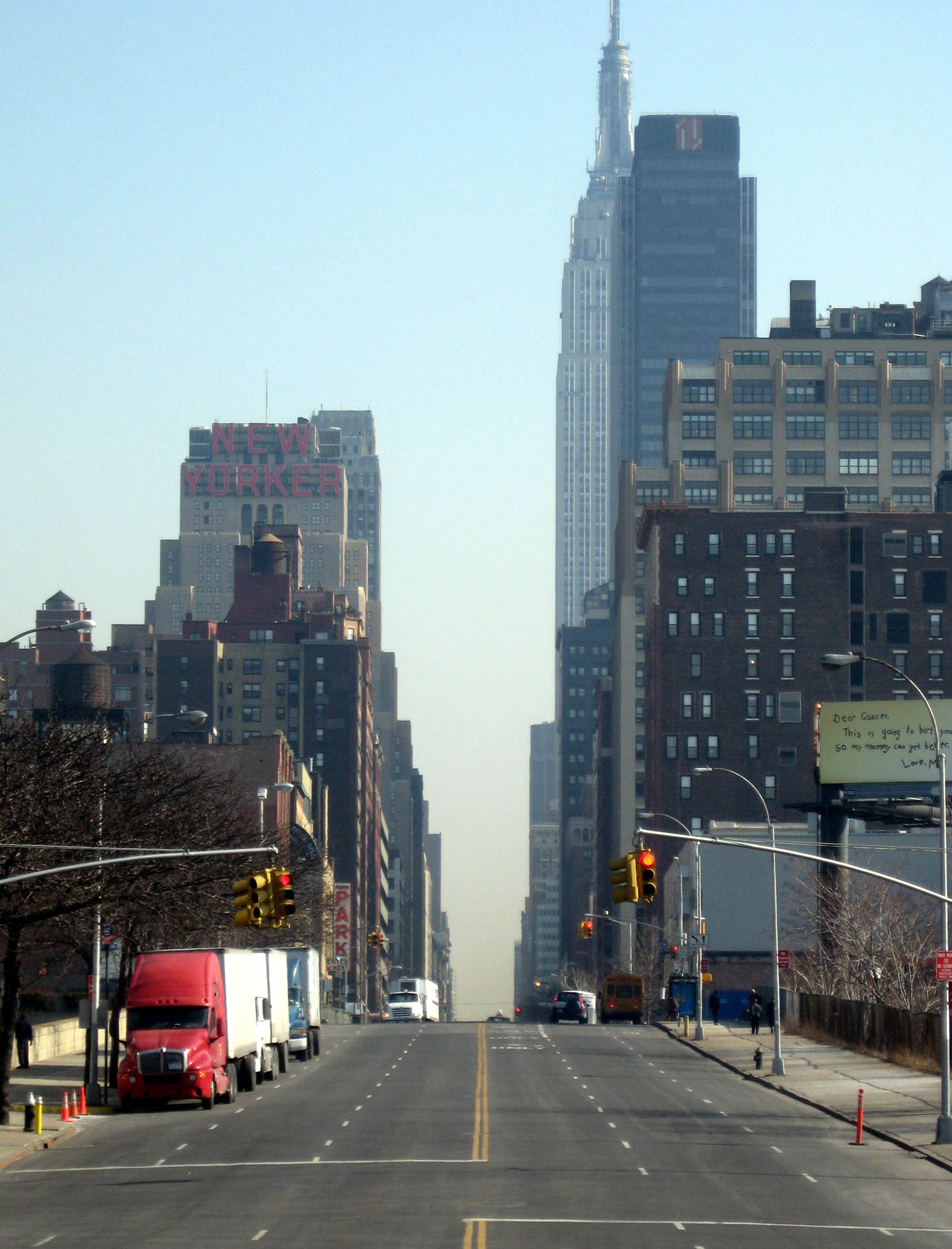
서쪽 끝에서 본 34가

34가(34th Street)는 미국 뉴욕 시 맨해튼을 동서로 횡단하는 ‘거리’라고 불리는 거리 중 주요 거리 중 하나이다. 도로는 양방향 통행이다. 브로드웨이와 교차하는 지점은 헤럴드 스퀘어와 백화점 메이시스의 플래그십 매장이 있고, 그 주변은 ‘작은 타임 스퀘어’라고 부를 수 있는 활기찬 쇼핑 거리가 있다. 메이시스 추수감사절 퍼레이드는 이 거리가 종점이다. 또한 1947년의 영화 ‘34번가의 기적’(Miracle on 34th Street)은 이 메이시스가 무대가 되고 있다.

## 주변 명소
- 34가 페리 (East 34th Street Ferry Landing)
- 뉴욕 중앙 우체국 (James Farley Post Office) (8번가에 위치한 31번가와 33번가 사이)
- 매디슨 스퀘어 가든 (7번가에 위치한 31가와 33가 사이)
- 펜실베이니아역 (펜 스테이션) (매디슨 스퀘어 가든 지하)
- 호텔 펜실베니아 (Hotel Pennsylvania) (7번가에 위치한 32가와 33가 사이)
- 메이시스 (브로드 웨이와 7번가, 34가와 35가의 각 거리로 둘러싸인 블록)
- 헤럴드 스퀘어 (브로드 웨이와 6번가 , 34가와 35가의 각 거리로 둘러싸인 블록)
- 엠파이어 스테이트 빌딩(5번가 와이 거리 모퉁이)

## 같이 보기
- 코리아타운 (맨해튼)